# Louise Drevet
 (septembre 2023).
Pour les articles homonymes, voir Drevet.
Louise Drevet, née Marie-Louise Chaffanel à Grenoble le 19 décembre 1835 et morte dans la même ville le 23 juillet 1898, est une romancière dauphinoise.

## Biographie
Elle puise son inspiration dans l'histoire régionale du Dauphiné, écrivant de nombreux romans historiques et d'aventures et transcrivant des contes de tradition orale. Elle écrit aussi sous le pseudonyme de Léo Ferry avec un tel succès qu'elle est surnommée le Walter Scott dauphinois. Ses contes sont lus dans toutes les écoles dauphinoises.
Elle épouse le 30 septembre 1857 à Grenoble l'éditeur Xavier Drevet, et fonde avec lui la revue littéraire Le Dauphiné dans laquelle elle écrit de nombreux articles.
Louise Drevet est élue membre de la Société des gens de Lettres et officier de l’Instruction civique.
En 1904, à la mort de Xavier Drevet, six ans après celle de son épouse, la revue Le Dauphiné continue d'être publiée par  Louis-Xavier Drevet (jusqu'au 11 décembre 1938), par puis Marie Xavier Drevet. 
Louise Drevet est inhumée au cimetière Saint-Roch de Grenoble.
Une rue de la ville porte son nom.

## Ses œuvres
Parmi les soixante ouvrages :
- Nouvelles et légendes dauphinoises
- La Dernière Dauphine, Béatrix de Hongrie
- Le Petit-fils de Bayard
- Philis de Charce
- Dauphiné bon cœur
- Iserette
- La Perle du Trièves
- En Matheysine
- Les Légendes de Paladru
- Le Porte-Balle de l'Oisans
- Une aventure de Mandrin
- La Chanteuse de Valence
- Héros sans gloire
- La Maison des îles du Drac
- Les Bessonnes du Manilier

- La Semaine de l'oncle Jean
- Colombe La Ville morte des Alpes
- Les Diamants noirs
- Le Dogue de Lesdiguières
- Expression patoises du Dauphiné glanées
- Les Filleules de M. Maillers
- La Jolie fille de L'Oisans
- Le Secret de la Lhanda
- Les Trois pucelles
- La Semaine de Jean Coliquard
- Le Vialonaire. La Sandrine. Les Lavandières du Mont-Aiguille
- Le Saint du Moine, La Pierre du Mercier
- La Vallée de Chamonix et le Mont-blanc
- Le Saut du Moine